# Міхал Ґавловський
Міхал Ґавловський (пол. Michał Gawłowski; нар. 28 липня 1975) — колишній польський тенісист.
Найвищу одиночну позицію світового рейтингу — 769 місце досяг 27 серпня 2001, парну — 425 місце — 16 серпня 1999 року.

## Титули на челленджерах

### Парний розряд: (1)
| Ранг | Рік  | Турнір                 | Покриття | Партнер                | Суперники                 | Рахунок       |
| ---- | ---- | ---------------------- | -------- | ---------------------- | ------------------------- | ------------- |
| 1.   | 1999 | Сопот (Польща), Польща | Ґрунт    | Бартломей Домбровський | Даніель Фіала Їржі Гоблер | 6–4, 3–6, 6–3 |